# Thrips paramadronii
Thrips paramadronii är en insektsart som beskrevs av Nakahara 1994. Thrips paramadronii ingår i släktet Thrips och familjen smaltripsar. Inga underarter finns listade i Catalogue of Life.